# 倪斐君
倪斐君（1912年—1966年），女，浙江镇海人，中华人民共和国社会活动家、政治人物。曾任上海女医师联谊会主席、中国人民救济总会、中国红十字总会副秘书长。1966年8月在上海被抄家後自杀。

## 生平
1954年，当选第一届全国人民代表大会代表。

## 家庭
丈夫贺耀祖。